# Mistrovství Evropy v basketbalu mužů 2005
34. mistrovství Evropy  v basketbalu proběhlo ve dnech 16. září – 25. září v Srbsku a Černé Hoře.
Turnaje se zúčastnilo 16 družstev, rozdělených do čtyř čtyřčlenných skupin. Nejlepší mužstva s každé skupiny postoupily přímo do čtvrtfinále. Týmy na druhém a třetím místě se utkali vyřazovacím systémem o účast ve čtvrtfinále. Dále následoval klasický play off systém. Titul mistra Evropy získal tým Řecka.

## Výsledky a tabulky

### Základní skupiny

#### Skupina A
|    |          | RUS   | GER    | ITA    | UKR   | V | P | Skóre   | B |
| 1. | Rusko    | ***   | 50:51  | 87:61  | 86:74 | 2 | 1 | 223:186 | 5 |
| 2. | Německo  | 51:50 | ***    | 82:84p | 84:58 | 2 | 1 | 217:192 | 5 |
| 3. | Itálie   | 61:87 | 84:82p | ***    | 84:58 | 2 | 1 | 244:231 | 5 |
| 4. | Ukrajina | 74:86 | 58:84  | 62:99  | ***   | 0 | 3 | 194:269 | 3 |

#### Skupina B
|    |            | LIT   | CRO   | TUR    | BUL    | V | P | Skóre   | B |
| 1. | Litva      | ***   | 85:67 | 87:75  | 92:79  | 3 | 0 | 264:221 | 6 |
| 2. | Chorvatsko | 67:85 | ***   | 80:67  | 88:84  | 2 | 1 | 235:236 | 5 |
| 3. | Turecko    | 75:87 | 67:80 | ***    | 94:89p | 1 | 2 | 236:256 | 4 |
| 4. | Bulharsko  | 79:92 | 84:88 | 89:94p | ***    | 0 | 3 | 252:274 | 3 |

#### Skupina C
|    |              | SLO   | GRE   | FRA   | BIH   | V | P | Skóre   | B |
| 1. | Slovinsko    | ***   | 68:56 | 68:58 | 74:56 | 3 | 0 | 210:179 | 6 |
| 2. | Řecko        | 56:68 | ***   | 64:50 | 67:50 | 2 | 1 | 187:168 | 5 |
| 3. | Francie      | 58:68 | 50:64 | ***   | 79:62 | 1 | 2 | 187:194 | 4 |
| 4. | Bosna a Her. | 65:74 | 50:67 | 62:79 | ***   | 0 | 3 | 177:220 | 3 |

#### Skupina D
|    |                     | ESP      | SMN   | ISR   | LAT      | V | P | Skóre   | B |
| 1. | Španělsko           | ***      | 89:70 | 77:85 | 114:109p | 2 | 1 | 280:264 | 5 |
| 2. | Srbsko a Černá Hora | 70:89    | ***   | 93:77 | 82:67    | 2 | 1 | 245:233 | 5 |
| 3. | Izrael              | 85:77    | 77:93 | ***   | 74:65    | 2 | 1 | 236:235 | 5 |
| 4. | Lotyšsko            | 109:114p | 67:82 | 65:74 | ***      | 0 | 3 | 241:270 | 3 |

### O postup do čtvrtfinále
| 20. září 2005 18:00 | Zpráva | Německo                                         | 66 – 57 | Turecko            |  | Millennium Center, Vršac Počet diváků: 4 100 Rozhodčí: Raúl Chaves (ARG), Milivoje Jovčič (SER), Oscar Lefwerth (SWE) |
| 20. září 2005 18:00 | Zpráva | Skóre po čtvrtinách: 14:15, 13:19, 21:12, 18:11 |         |                    |  | Millennium Center, Vršac Počet diváků: 4 100 Rozhodčí: Raúl Chaves (ARG), Milivoje Jovčič (SER), Oscar Lefwerth (SWE) |
| 20. září 2005 18:00 | Zpráva | Nowitzki 33                                     | Body    | Peker 16           |  | Millennium Center, Vršac Počet diváků: 4 100 Rozhodčí: Raúl Chaves (ARG), Milivoje Jovčič (SER), Oscar Lefwerth (SWE) |
| 20. září 2005 18:00 | Zpráva | Nowitzki 10                                     | Dosk.   | Türkoğlu 9         |  | Millennium Center, Vršac Počet diváků: 4 100 Rozhodčí: Raúl Chaves (ARG), Milivoje Jovčič (SER), Oscar Lefwerth (SWE) |
| 20. září 2005 18:00 | Zpráva | Pesic 5                                         | Asist.  | Erdoğan, Tunçeri 3 |  | Millennium Center, Vršac Počet diváků: 4 100 Rozhodčí: Raúl Chaves (ARG), Milivoje Jovčič (SER), Oscar Lefwerth (SWE) |

| 20. září 2005 18:00 | Zpráva | Chorvatsko                                      | 74 – 66 | Itálie                         |  | Morača Sports Center, Podgorica Počet diváků: 4 100 Rozhodčí: Nikolaos Zavlanos (GRE), Saša Pukl (SLO), Anibal Castaño (FRA) |
| 20. září 2005 18:00 | Zpráva | Skóre po čtvrtinách: 16:19, 24:12, 15:21, 19:14 |         |                                |  | Morača Sports Center, Podgorica Počet diváků: 4 100 Rozhodčí: Nikolaos Zavlanos (GRE), Saša Pukl (SLO), Anibal Castaño (FRA) |
| 20. září 2005 18:00 | Zpráva | Kasun 20                                        | Body    | Calabria, Chiacig, Pozzecco 14 |  | Morača Sports Center, Podgorica Počet diváků: 4 100 Rozhodčí: Nikolaos Zavlanos (GRE), Saša Pukl (SLO), Anibal Castaño (FRA) |
| 20. září 2005 18:00 | Zpráva | Kasun 7                                         | Dosk.   | Chiacig 7                      |  | Morača Sports Center, Podgorica Počet diváků: 4 100 Rozhodčí: Nikolaos Zavlanos (GRE), Saša Pukl (SLO), Anibal Castaño (FRA) |
| 20. září 2005 18:00 | Zpráva | Popović, Vujčić 4                               | Asist.  | Pozzecco 4                     |  | Morača Sports Center, Podgorica Počet diváků: 4 100 Rozhodčí: Nikolaos Zavlanos (GRE), Saša Pukl (SLO), Anibal Castaño (FRA) |

| 20. září 2005 20:30 | Zpráva | Řecko                                         | 67 – 61 | Izrael     |  | Pionir Hall, Bělehrad Počet diváků: 5 500 Rozhodčí: Luigi Lamonica (ITA), Dubravko Muhvič (CRO), Virginijus Dovidavicius (LIT) |
| 20. září 2005 20:30 | Zpráva | Skóre po čtvrtinách: 14:6, 11:8, 24:27, 18:20 |         |            |  | Pionir Hall, Bělehrad Počet diváků: 5 500 Rozhodčí: Luigi Lamonica (ITA), Dubravko Muhvič (CRO), Virginijus Dovidavicius (LIT) |
| 20. září 2005 20:30 | Zpráva | Zisis 23                                      | Body    | Green 11   |  | Pionir Hall, Bělehrad Počet diváků: 5 500 Rozhodčí: Luigi Lamonica (ITA), Dubravko Muhvič (CRO), Virginijus Dovidavicius (LIT) |
| 20. září 2005 20:30 | Zpráva | Papadopoulos 10                               | Dosk.   | Burstein 6 |  | Pionir Hall, Bělehrad Počet diváků: 5 500 Rozhodčí: Luigi Lamonica (ITA), Dubravko Muhvič (CRO), Virginijus Dovidavicius (LIT) |
| 20. září 2005 20:30 | Zpráva | Zisis 6                                       | Asist.  | Burstein 6 |  | Pionir Hall, Bělehrad Počet diváků: 5 500 Rozhodčí: Luigi Lamonica (ITA), Dubravko Muhvič (CRO), Virginijus Dovidavicius (LIT) |

| 20. září 2005 20:30 | Zpráva | Srbsko a Černá Hora                             | 71 – 74 | Francie             |  | Spens Sports Center, Novi Sad Počet diváků: 7 300 Rozhodčí: Volodymyr Drabikovskyi (UKR), Petr Sudek (SVK) |
| 20. září 2005 20:30 | Zpráva | Skóre po čtvrtinách: 23:18, 21:17, 13:19, 14:20 |         |                     |  | Spens Sports Center, Novi Sad Počet diváků: 7 300 Rozhodčí: Volodymyr Drabikovskyi (UKR), Petr Sudek (SVK) |
| 20. září 2005 20:30 | Zpráva | Jarić, Radmanović 14                            | Body    | Rigaudeau 14        |  | Spens Sports Center, Novi Sad Počet diváků: 7 300 Rozhodčí: Volodymyr Drabikovskyi (UKR), Petr Sudek (SVK) |
| 20. září 2005 20:30 | Zpráva | Krstić 6                                        | Dosk.   | Julian, Rigaudeau 5 |  | Spens Sports Center, Novi Sad Počet diváků: 7 300 Rozhodčí: Volodymyr Drabikovskyi (UKR), Petr Sudek (SVK) |
| 20. září 2005 20:30 | Zpráva | Jarić 5                                         | Asist.  | Diaw, Parker 3      |  | Spens Sports Center, Novi Sad Počet diváků: 7 300 Rozhodčí: Volodymyr Drabikovskyi (UKR), Petr Sudek (SVK) |

### Čtvrtfinále
| 22. září 2005 17:30 | Zpráva | Rusko                                         | 61 – 66 | Řecko         |  | Belgrade Arena, Bělehrad Počet diváků: 15 900 Rozhodčí: Eduardo Sancha (ESP), Stelian Banica (ROM), Zoran Sutulovic (MNG) |
| 22. září 2005 17:30 | Zpráva | Skóre po čtvrtinách: 13:6, 20:20, 7:18, 21:22 |         |               |  | Belgrade Arena, Bělehrad Počet diváků: 15 900 Rozhodčí: Eduardo Sancha (ESP), Stelian Banica (ROM), Zoran Sutulovic (MNG) |
| 22. září 2005 17:30 | Zpráva | Kirilenko 20                                  | Body    | Papaloukas 23 |  | Belgrade Arena, Bělehrad Počet diváků: 15 900 Rozhodčí: Eduardo Sancha (ESP), Stelian Banica (ROM), Zoran Sutulovic (MNG) |
| 22. září 2005 17:30 | Zpráva | Kirilenko 16                                  | Dosk.   | Kakiouzis 11  |  | Belgrade Arena, Bělehrad Počet diváků: 15 900 Rozhodčí: Eduardo Sancha (ESP), Stelian Banica (ROM), Zoran Sutulovic (MNG) |
| 22. září 2005 17:30 | Zpráva | 3 hráči 2                                     | Asist.  | Diamantidis 3 |  | Belgrade Arena, Bělehrad Počet diváků: 15 900 Rozhodčí: Eduardo Sancha (ESP), Stelian Banica (ROM), Zoran Sutulovic (MNG) |

| 22. září 2005 20:30 | Zpráva | Litva                                          | 47 – 63 | Francie       |  | Belgrade Arena, Bělehrad Počet diváků: 15 900 Rozhodčí: Raúl Chaves (ARG), Oscar Lefwerth (SWE) |
| 22. září 2005 20:30 | Zpráva | Skóre po čtvrtinách: 6:14, 10:18, 20:12, 11:19 |         |               |  | Belgrade Arena, Bělehrad Počet diváků: 15 900 Rozhodčí: Raúl Chaves (ARG), Oscar Lefwerth (SWE) |
| 22. září 2005 20:30 | Zpráva | D. Lavrinovič 11                               | Body    | Diaw 18       |  | Belgrade Arena, Bělehrad Počet diváků: 15 900 Rozhodčí: Raúl Chaves (ARG), Oscar Lefwerth (SWE) |
| 22. září 2005 20:30 | Zpráva | Javtokas 8                                     | Dosk.   | Diaw, Weis 11 |  | Belgrade Arena, Bělehrad Počet diváků: 15 900 Rozhodčí: Raúl Chaves (ARG), Oscar Lefwerth (SWE) |
| 22. září 2005 20:30 | Zpráva | Šiškauskas 3                                   | Asist.  | Parker 5      |  | Belgrade Arena, Bělehrad Počet diváků: 15 900 Rozhodčí: Raúl Chaves (ARG), Oscar Lefwerth (SWE) |

| 23. září 2005 18:00 | Zpráva | Slovinsko                                       | 62 – 76 | Německo      |  | Belgrade Arena, Bělehrad Počet diváků: 17 500 Rozhodčí: Lazaros Voreadis (GRE), Milivoje Jovcic (SER), Anibal Castaño (FRA) |
| 23. září 2005 18:00 | Zpráva | Skóre po čtvrtinách: 12:21, 22:13, 13:18, 15:24 |         |              |  | Belgrade Arena, Bělehrad Počet diváků: 17 500 Rozhodčí: Lazaros Voreadis (GRE), Milivoje Jovcic (SER), Anibal Castaño (FRA) |
| 23. září 2005 18:00 | Zpráva | Bečirovič 13                                    | Body    | Nowitzki 22  |  | Belgrade Arena, Bělehrad Počet diváků: 17 500 Rozhodčí: Lazaros Voreadis (GRE), Milivoje Jovcic (SER), Anibal Castaño (FRA) |
| 23. září 2005 18:00 | Zpráva | Nachbar 8                                       | Dosk.   | Femerling 10 |  | Belgrade Arena, Bělehrad Počet diváků: 17 500 Rozhodčí: Lazaros Voreadis (GRE), Milivoje Jovcic (SER), Anibal Castaño (FRA) |
| 23. září 2005 18:00 | Zpráva | Bečirovič 4                                     | Asist.  | Demirel 3    |  | Belgrade Arena, Bělehrad Počet diváků: 17 500 Rozhodčí: Lazaros Voreadis (GRE), Milivoje Jovcic (SER), Anibal Castaño (FRA) |

| 23. září 2005 21:00 | Zpráva | Španělsko                                                      | 101 – 85 | Chorvatsko | prodl. | Belgrade Arena, Bělehrad Počet diváků: 17 500 Rozhodčí: Luigi Lamonica (ITA), Volodymyr Drabikovskyj (UKR), Virginijus Dovidavicius (LIT) |
| 23. září 2005 21:00 | Zpráva | Skóre po čtvrtinách: 11:18, 14:15, 30:20, 18:20, Prodl.: 28:12 |          |            | prodl. | Belgrade Arena, Bělehrad Počet diváků: 17 500 Rozhodčí: Luigi Lamonica (ITA), Volodymyr Drabikovskyj (UKR), Virginijus Dovidavicius (LIT) |
| 23. září 2005 21:00 | Zpráva | Navarro 36                                                     | Body     | Giriček 17 | prodl. | Belgrade Arena, Bělehrad Počet diváků: 17 500 Rozhodčí: Luigi Lamonica (ITA), Volodymyr Drabikovskyj (UKR), Virginijus Dovidavicius (LIT) |
| 23. září 2005 21:00 | Zpráva | Vázquez 9                                                      | Dosk.    | Giriček 8  | prodl. | Belgrade Arena, Bělehrad Počet diváků: 17 500 Rozhodčí: Luigi Lamonica (ITA), Volodymyr Drabikovskyj (UKR), Virginijus Dovidavicius (LIT) |
| 23. září 2005 21:00 | Zpráva | 3 hráči 3                                                      | Asist.   | Popović 5  | prodl. | Belgrade Arena, Bělehrad Počet diváků: 17 500 Rozhodčí: Luigi Lamonica (ITA), Volodymyr Drabikovskyj (UKR), Virginijus Dovidavicius (LIT) |

### Semifinále
| 24. září 2005 18:00 | Zpráva | Řecko                                           | 67 – 66 | Francie            |  | Belgrade Arena, Bělehrad Počet diváků: 17 900 Rozhodčí: Milivoje Jovčič (SER), Borys Ryžyk (UKR), Dubravko Muhvič (CRO) |
| 24. září 2005 18:00 | Zpráva | Skóre po čtvrtinách: 16:14, 13:16, 15:15, 23:21 |         |                    |  | Belgrade Arena, Bělehrad Počet diváků: 17 900 Rozhodčí: Milivoje Jovčič (SER), Borys Ryžyk (UKR), Dubravko Muhvič (CRO) |
| 24. září 2005 18:00 | Zpráva | Papadopoulos 15                                 | Body    | Parker 20          |  | Belgrade Arena, Bělehrad Počet diváků: 17 900 Rozhodčí: Milivoje Jovčič (SER), Borys Ryžyk (UKR), Dubravko Muhvič (CRO) |
| 24. září 2005 18:00 | Zpráva | Dikoudis 11                                     | Dosk.   | F. Piétrus, Weis 9 |  | Belgrade Arena, Bělehrad Počet diváků: 17 900 Rozhodčí: Milivoje Jovčič (SER), Borys Ryžyk (UKR), Dubravko Muhvič (CRO) |
| 24. září 2005 18:00 | Zpráva | Diamantidis 3                                   | Asist.  | Diaw, Parker 3     |  | Belgrade Arena, Bělehrad Počet diváků: 17 900 Rozhodčí: Milivoje Jovčič (SER), Borys Ryžyk (UKR), Dubravko Muhvič (CRO) |

| 24. září 2005 18:00 | Zpráva | Německo                                         | 74 – 73 | Španělsko          |  | Belgrade Arena, Bělehrad Počet diváků: 17 900 Rozhodčí: Guerrino Cerebuch (ITA), Oscar Lefwerth (SWE), Petr Sudek (SVK) |
| 24. září 2005 18:00 | Zpráva | Skóre po čtvrtinách: 16:23, 18:12, 20:22, 20:16 |         |                    |  | Belgrade Arena, Bělehrad Počet diváků: 17 900 Rozhodčí: Guerrino Cerebuch (ITA), Oscar Lefwerth (SWE), Petr Sudek (SVK) |
| 24. září 2005 18:00 | Zpráva | Nowitzki 27                                     | Body    | Navarro 27         |  | Belgrade Arena, Bělehrad Počet diváků: 17 900 Rozhodčí: Guerrino Cerebuch (ITA), Oscar Lefwerth (SWE), Petr Sudek (SVK) |
| 24. září 2005 18:00 | Zpráva | Nowitzki 7                                      | Dosk.   | Jiménez 9          |  | Belgrade Arena, Bělehrad Počet diváků: 17 900 Rozhodčí: Guerrino Cerebuch (ITA), Oscar Lefwerth (SWE), Petr Sudek (SVK) |
| 24. září 2005 18:00 | Zpráva | Demirel 6                                       | Asist.  | Navarro, Jiménez 2 |  | Belgrade Arena, Bělehrad Počet diváků: 17 900 Rozhodčí: Guerrino Cerebuch (ITA), Oscar Lefwerth (SWE), Petr Sudek (SVK) |

### Finále
| 25. září 2005 21:00 | Zpráva | Německo                                         | 78 – 62 | Řecko       |  | Belgrade Arena, Bělehrad Počet diváků: 18 900 Rozhodčí: Luigi Lamonica (ITA), Dubravko Muhvic (CRO), Raúl Chaves (ARG) |
| 25. září 2005 21:00 | Zpráva | Skóre po čtvrtinách: 19:12, 20:20, 25:16, 14:14 |         |             |  | Belgrade Arena, Bělehrad Počet diváků: 18 900 Rozhodčí: Luigi Lamonica (ITA), Dubravko Muhvic (CRO), Raúl Chaves (ARG) |
| 25. září 2005 21:00 | Zpráva | Papaloukas 22                                   | Body    | Nowitzki 23 |  | Belgrade Arena, Bělehrad Počet diváků: 18 900 Rozhodčí: Luigi Lamonica (ITA), Dubravko Muhvic (CRO), Raúl Chaves (ARG) |
| 25. září 2005 21:00 | Zpráva | Diamantidis 5                                   | Dosk.   | Nowitzki 5  |  | Belgrade Arena, Bělehrad Počet diváků: 18 900 Rozhodčí: Luigi Lamonica (ITA), Dubravko Muhvic (CRO), Raúl Chaves (ARG) |
| 25. září 2005 21:00 | Zpráva | Papaloukas 6                                    | Asist.  | Demirel 3   |  | Belgrade Arena, Bělehrad Počet diváků: 18 900 Rozhodčí: Luigi Lamonica (ITA), Dubravko Muhvic (CRO), Raúl Chaves (ARG) |

### O 3. místo
| 25. září 2005 18:30 | Zpráva | Španělsko                                       | 98 – 68 | Francie             |  | Belgrade Arena, Bělehrad Počet diváků: 18 900 Rozhodčí: Shmuel Bachar (ISR), Zoran Sutulovič (MNG), Nikolaos Zavlanos (GRE) |
| 25. září 2005 18:30 | Zpráva | Skóre po čtvrtinách: 21:21, 23:15, 31:18, 23:14 |         |                     |  | Belgrade Arena, Bělehrad Počet diváků: 18 900 Rozhodčí: Shmuel Bachar (ISR), Zoran Sutulovič (MNG), Nikolaos Zavlanos (GRE) |
| 25. září 2005 18:30 | Zpráva | Parker 25                                       | Body    | Navarro 17          |  | Belgrade Arena, Bělehrad Počet diváků: 18 900 Rozhodčí: Shmuel Bachar (ISR), Zoran Sutulovič (MNG), Nikolaos Zavlanos (GRE) |
| 25. září 2005 18:30 | Zpráva | F. Piétrus 8                                    | Dosk.   | Garbajosa, Reyes 6  |  | Belgrade Arena, Bělehrad Počet diváků: 18 900 Rozhodčí: Shmuel Bachar (ISR), Zoran Sutulovič (MNG), Nikolaos Zavlanos (GRE) |
| 25. září 2005 18:30 | Zpráva | Parker 5                                        | Asist.  | Calderón, Navarro 2 |  | Belgrade Arena, Bělehrad Počet diváků: 18 900 Rozhodčí: Shmuel Bachar (ISR), Zoran Sutulovič (MNG), Nikolaos Zavlanos (GRE) |

### O 5. - 8. místo
| 23. září 2005 15:30 | Zpráva | Rusko                                           | 78 – 89 | Litva                   |  | Belgrade Arena, Bělehrad Počet diváků: 4 000 Rozhodčí: Petr Sudek (SVK), Shmuel Bachar (ISR), Mehmet Keseratar (TUR) |
| 23. září 2005 15:30 | Zpráva | Skóre po čtvrtinách: 21:23, 23:15, 16:21, 18:30 |         |                         |  | Belgrade Arena, Bělehrad Počet diváků: 4 000 Rozhodčí: Petr Sudek (SVK), Shmuel Bachar (ISR), Mehmet Keseratar (TUR) |
| 23. září 2005 15:30 | Zpráva | Pašutin 27                                      | Body    | Jankūnas 19             |  | Belgrade Arena, Bělehrad Počet diváků: 4 000 Rozhodčí: Petr Sudek (SVK), Shmuel Bachar (ISR), Mehmet Keseratar (TUR) |
| 23. září 2005 15:30 | Zpráva | Savrasenko 10                                   | Dosk.   | Javtokas, Žukauskas 5   |  | Belgrade Arena, Bělehrad Počet diváků: 4 000 Rozhodčí: Petr Sudek (SVK), Shmuel Bachar (ISR), Mehmet Keseratar (TUR) |
| 23. září 2005 15:30 | Zpráva | Holden 3                                        | Asist.  | Šiškauskas, Žukauskas 4 |  | Belgrade Arena, Bělehrad Počet diváků: 4 000 Rozhodčí: Petr Sudek (SVK), Shmuel Bachar (ISR), Mehmet Keseratar (TUR) |

| 24. září 2005 17:30 | Zpráva | Slovinsko                                      | 89 – 80 | Chorvatsko          |  | Belgrade Arena, Bělehrad Počet diváků: 7 000 Rozhodčí: Shmuel Bachar (ISR), Grzegorz Ziemblicki (POL), Nikolaos Zavlanos (GRE) |
| 24. září 2005 17:30 | Zpráva | Skóre po čtvrtinách: 19:27, 21:16, 18:8, 31:29 |         |                     |  | Belgrade Arena, Bělehrad Počet diváků: 7 000 Rozhodčí: Shmuel Bachar (ISR), Grzegorz Ziemblicki (POL), Nikolaos Zavlanos (GRE) |
| 24. září 2005 17:30 | Zpráva | Lakovič 20                                     | Body    | Bagarić, Giriček 13 |  | Belgrade Arena, Bělehrad Počet diváků: 7 000 Rozhodčí: Shmuel Bachar (ISR), Grzegorz Ziemblicki (POL), Nikolaos Zavlanos (GRE) |
| 24. září 2005 17:30 | Zpráva | Nesterović 10                                  | Dosk.   | Bagarić, Giriček 8  |  | Belgrade Arena, Bělehrad Počet diváků: 7 000 Rozhodčí: Shmuel Bachar (ISR), Grzegorz Ziemblicki (POL), Nikolaos Zavlanos (GRE) |
| 24. září 2005 17:30 | Zpráva | Lakovič 5                                      | Asist.  | Popović 4           |  | Belgrade Arena, Bělehrad Počet diváků: 7 000 Rozhodčí: Shmuel Bachar (ISR), Grzegorz Ziemblicki (POL), Nikolaos Zavlanos (GRE) |

### O 5. místo
| 25. září 2005 14:15 | Zpráva | Litva                                           | 79 – 70 | Slovinsko            |  | Belgrade Arena, Bělehrad Počet diváků: 4 800 Rozhodčí: Ivo Dolinek (CZE), Seffi Shemmesh (ISR), Lazaros Voreadis (GRE) |
| 25. září 2005 14:15 | Zpráva | Skóre po čtvrtinách: 27:19, 18:17, 15:26, 19:18 |         |                      |  | Belgrade Arena, Bělehrad Počet diváků: 4 800 Rozhodčí: Ivo Dolinek (CZE), Seffi Shemmesh (ISR), Lazaros Voreadis (GRE) |
| 25. září 2005 14:15 | Zpráva | Javtokas 22                                     | Body    | Nachbar, Slokar 12   |  | Belgrade Arena, Bělehrad Počet diváků: 4 800 Rozhodčí: Ivo Dolinek (CZE), Seffi Shemmesh (ISR), Lazaros Voreadis (GRE) |
| 25. září 2005 14:15 | Zpráva | K. Lavrinovič 9                                 | Dosk.   | Brezec 7             |  | Belgrade Arena, Bělehrad Počet diváků: 4 800 Rozhodčí: Ivo Dolinek (CZE), Seffi Shemmesh (ISR), Lazaros Voreadis (GRE) |
| 25. září 2005 14:15 | Zpráva | Lukauskis 7                                     | Asist.  | Bečirovič, Lakovič 3 |  | Belgrade Arena, Bělehrad Počet diváků: 4 800 Rozhodčí: Ivo Dolinek (CZE), Seffi Shemmesh (ISR), Lazaros Voreadis (GRE) |

### O 7. místo
| 25. září 2005 14:00 | Zpráva | Rusko                                           | 74 – 92 | Chorvatsko ''     |  | Belgrade Arena, Bělehrad Počet diváků: 4 800 Rozhodčí: Guerrino Cerebuch (ITA), Stelian Banica (ROM), Saša Pukl (SLO) |
| 25. září 2005 14:00 | Zpráva | Skóre po čtvrtinách: 19:25, 22:17, 12:33, 21:17 |         |                   |  | Belgrade Arena, Bělehrad Počet diváků: 4 800 Rozhodčí: Guerrino Cerebuch (ITA), Stelian Banica (ROM), Saša Pukl (SLO) |
| 25. září 2005 14:00 | Zpráva | Fridzon, Licholitov 14                          | Body    | Rančić, Tomas 22  |  | Belgrade Arena, Bělehrad Počet diváků: 4 800 Rozhodčí: Guerrino Cerebuch (ITA), Stelian Banica (ROM), Saša Pukl (SLO) |
| 25. září 2005 14:00 | Zpráva | Chrjapa 10                                      | Dosk.   | Bagarić, Žižić 10 |  | Belgrade Arena, Bělehrad Počet diváků: 4 800 Rozhodčí: Guerrino Cerebuch (ITA), Stelian Banica (ROM), Saša Pukl (SLO) |
| 25. září 2005 14:00 | Zpráva | Ponkrašov 9                                     | Asist.  | Ukić 7            |  | Belgrade Arena, Bělehrad Počet diváků: 4 800 Rozhodčí: Guerrino Cerebuch (ITA), Stelian Banica (ROM), Saša Pukl (SLO) |

## Soupisky
1.  Řecko
| - Thodoris Papaloukas - Vasilis Spanoulis - Nikos Zisis | - Giannis Bourousis - Panagiotis Vasilopoulos - Antonis Fotsis | - Nikos Chatzivrettas - Dimos Dikoudis - Kostas Tsartsaris | - Dimitris Diamantidis - Lazaros Papadopoulos - Michalis Kakiouzis |

- Trenér: Panajotis Jannakis

2.  Německo
| - Mithat Demirel - Robert Garrett - Demond Greene | - Marko Pešić - Denis Wucherer - Pascal Roller | - Misan Nikagbatse - Sven Schultze - Stephen Arigbabu | - Patrick Femerling - Dirk Nowitzki - Robert Maras |

- Trenér: Dirk Bauermann

3.  Francie
| - Frédéric Fauthou - Mickaël Gélabale - Antoine Rigaudeau | - Cyril Julian - Mickaël Piétrus - Tony Parker | - Mamoutou Diarra - Florent Piétrus - Jérôme Schmitt | - Boris Diaw - Frédéric Weis - Sacha Giffa |

- Trenér: Claude Bergeaud

4.  Španělsko
| - Rodolfo “Rudy” Fernández Farrés - Iker Iturbe Martínez de Lecea - Carlos Eduardo Cabezas Jurado | - Juan Carlos Navarro Feijóo - José Manuel Calderón Borrallo - Felipe Reyes Cabanas | - Carlos Jiménez Sánchez - Sergi Vidal Plana - Sergio Rodríguez Gómez | - Ignacio “Iñaki” de Miguel Villa - Francisco “Fran” Vázquez González - Jorge Joaquín Garbajosa Chaparro |

- Trenér: Luis Mario Pesquera Martínez.

5.  Litva
| - Vidas Ginevičius - Mindaugas Žukauskas - Mindaugas Lukauskis | - Darjuš Lavrinovič - Ramūnas Šiškauskas - Giedrius Gustas | - Simonas Serapinas - Darius Šilinskis - Kšyštof Lavrinovič | - Simas Jasaitis - Paulius Jankūnas - Robertas Javtokas |

- Trenér: Antanas Sireika.

6.  Slovinsko
| - Goran Jurak - Jaka Lakovič - Aleksandar Čapin | - Sani Bečirovič - Radoslav Nesterovič - Nebojša Joksimovič | - Boštjan Nachbar - Erazem Lorbek - Marko Milič | - Marko Maravič - Uroš Slokar - Primož Brezec |

- Trenér: Aleš Pipan.

7.  Chorvatsko
| - Mario Kasun - Roko Ukić - Marko Popović | - Nikola Vujčić - Nikola Prkačin - Andrija Žižić | - Gordan Giriček - Zoran Planinić - Marko Tomas | - Matej Mamić - Dalibor Bagarić - Damir Rančić |

- Trenér: Neven Spahija.

8.  Rusko
| - Anton Ponkrašov - John Robert Holden - Fjodor Licholitov | - Vitalij Fridzon - Nikita Morgunov - Pjotr Samojlenko | - Viktor Chrjapa - Zachar Pašutin - Sergej Monja | - Andrej Kirilenko - Andrej Ivanov - Aleksej Savrasenko |

- Trenér: Sergej Babkov.

9.  Srbsko a Černá Hora 
| - Dejan Bodiroga - Darko Miličić - Vule Avdalović | - Vladimir Radmanović - Igor Rakočević - Vlado Šćepanović | - Marko Jarić - Željko Rebrača - Nenad Krstić | - Dejan Milojević - Dejan Tomašević - Milan Gurović |

- Trenér: Željko Obradović.

10.  Itálie
| - Dante Calabria - Gianluca Basile - Giacomo Galanda | - Matteo Soragna - Denis Marconato - Gianmarco Pozzecco | - Ale Righetti - Stefano Mancinelli - Massimo Bulleri | - Marco Mordente - Roberto Chiacig - Angelo Gigli |

- Trenér: Carlo Recalcati.

11.  Izrael
| - Dror Hagag - Afik Nissim - Sharon Shason | - Chris Watson - Erez Markovich - Gur Shelef | - Tal Burstein - Meir Tapiro - Mosheh Mizrahi | - Ido Kozikaro - Yaniv Green - Yotam Halperin |

- Trenér: Zvi Sherf.

12.  Turecko
| - Kerem Tunçeri - Ermal Kuqo “Kurtoğlu” - Mirsad Türkcan | - Ender Arslan - Cenk Akyol - Serkan Erdoğan | - İbrahim Kutluay - Fatih Solak - Kerem Gönlüm | - Mehmet Okur - Kaya Peker - Hidayet Türkoğlu |

- Trenér: Bogdan Tanjević.

13.  Bulharsko
| - Dejan Ivanov - Kalojan Ivanov - Tenčo Banev | - Julijan Radionov - Filip Videnov - Jordan Bozov | - Georgi Davidov - Dimităr Angelov - Stefan Georgiev | - Bojko Mladenov - Chrisimir Dimitrov - Todor Stojkov |

- Trenér: Rosen Barčovski.

14.  Lotyšsko
| - Uvis Helmanis - Aigars Vītols - Armands Šķēle | - Roberts Štelmahers - Jānis Blūms - Sandis Valters | - Kristaps Valters - Ivars Timermanis - Mārtiņš Skirmants | - Raitis Grafs - Kaspars Cipruss - Kristaps Janičenoks |

- Trenér: Kārlis Muižnieks.

15.  Bosna a Hercegovina
| - Vedran Princ - Elvir Ovčina - Mirza Teletović | - Samir Lerić - Edin Bavčić - Henry Domercant | - Siniša Kovačević - Mujo Tuljković - Damir Mršić | - Jasmin Hukić - Aleksandar Radojević - Kenan Bajramović |

- Trenér: Mensur Bajramović.

16.  Ukrajina
| - Andrij Lebeděv - Artem Buckyj - Viktor Kobzystyj | - Stanislav Balašov - Igor Kryvych - Volodymyr Koval | - Oleksandr Rajevskyj - Rostyslav Kryvych - Sergij Lishžuk | - Oleksij Pečerov - Volodymyr Gurtovyj - Stanislav Medvěděnko |

- Trenér: Gennadij Zaščuk.

## Konečné pořadí
| Pořadí           | Tým                 | Z | V | P | Skóre   | B   |
| ---------------- | ------------------- | - | - | - | ------- | --- |
| Zlatá medaile    | Řecko               | 7 | 6 | 1 | 465:418 | 13  |
| Stříbrná medaile | Německo             | 7 | 5 | 2 | 494:462 | '12 |
| Bronzová medaile | Francie             | 7 | 4 | 3 | 488:447 | 11  |
| 4.               | Španělsko           | 6 | 3 | 3 | 488:447 | 9   |
| 5.               | Litva               | 6 | 5 | 1 | 479:432 | 11  |
| 6.               | Slovinsko           | 6 | 3 | 3 | 431:414 | 9   |
| 7.               | Chorvatsko          | 7 | 4 | 3 | 566:566 | 11  |
| 8.               | Rusko               | 6 | 2 | 4 | 436:433 | 8   |
| 9.               | Srbsko a Černá Hora | 4 | 2 | 2 | 316:307 | 6   |
| 10.              | Itálie              | 4 | 2 | 2 | 310:305 | 6   |
| 11.              | Izrael              | 4 | 2 | 2 | 297:302 | 6   |
| 12.              | Turecko             | 4 | 1 | 3 | 293:321 | 5   |
| 13.              | Bulharsko           | 3 | 0 | 3 | 252:274 | 3   |
| 14.              | Lotyšsko            | 3 | 0 | 3 | 241:270 | 3   |
| 15.              | Bosna a Hercegovina | 3 | 0 | 3 | 177:220 | 3   |
| 16.              | Ukrajina            | 3 | 0 | 3 | 194:269 | 3   |